# Решетилівське килимарство (срібна монета)
«Решети́лівське килима́рство» — пам'ятна  срібна монета номіналом 10 гривень, випущена Національним банком України, присвячена творам килимового мистецтва Полтавщини, які мають особливу стилізацію рослинних квіткових мотивів у вигляді ламаних гілок із квітами та листям.
Монету введено в обіг 15 квітня 2021 року. Вона належить до серії «Українська спадщина».

## Опис та характеристики монети
| Номінал грн. | Метал           | Маса, грам | Діаметр, мм. | Якість виготовлення | Гурт                           | Тираж, штук |
| ------------ | --------------- | ---------- | ------------ | ------------------- | ------------------------------ | ----------- |
| 10           | срібло (Ag 925) | 31.1       | 38,6         | пруф                | гладкий із заглибленим написом | 3 000       |

### Аверс
На аверсі монети розміщено: на дзеркальному тлі абрису пейзажу малий Державний Герб України (ліворуч від центру), дерево життя — в центрі; номінал  —10 (праворуч). У нижній частині монети на тлі стилізованих килимів розташовані написи: «УКРАЇНА» (ліворуч), «ГРИВЕНЬ» (праворуч). У самому низу монети вказано рік карбування монет — «2021».

### Реверс
На реверсі монети зображено дзеркальний абрис ткалі за роботою (ліворуч), а праворуч — кольоровий фрагмент килима та напис на дзеркальному тлі півколом: «РЕШЕТИЛІВСЬКЕ КИЛИМАРСТВО».

## Автори
- Художник — Андрощук Любов.

- Скульптори: Дем'яненко Володимир, Демяненко Анатолій.[1]

## Вартість монети
Роздрібна ціна Національного банку України у 2021 році була 1821 гривня.
Фактична приблизна вартість монети, з роками змінювалася так:
| Рік        | 2021  | 2022  | 2023  | 2024  | 2025  |
| ---------- | ----- | ----- | ----- | ----- | ----- |
| Ціна, грн. | 2 100 | 2 150 | 2 650 | 4 200 | 4 500 |